# Catrin Norrby
Catrin Elisabeth Norrby, född 28 april 1959 i Stockholm, är en svensk nordist. Hon är professor i nordiska språk vid Stockholms universitet sedan hösten 2010. Hon disputerade 1998 vid Göteborgs universitet på en avhandling om vardagligt berättande. Under många år arbetade hon som lektor vid University of Melbourne i Australien där hon var föreståndare för svenskundervisningen. Hennes forskning rör sig främst inom områdena sociolingvistik och samtalsanalys men även svenska som andraspråk. Hon har medverkat i flera stora forskningsprojekt, bland annat Address in Some Western European Languages: A Study of Language and Social Change, och är från 2013 forskningsledare för programmet "Interaction and Variation in Pluricentric Languages. Communicative Patterns in Sweden Swedish and Finland Swedish", som bekostas av Riksbankens Jubileumsfond.